# 美国联邦司法机构
美国联邦司法機構（英語：Federal judiciary of the United States）是根據美國憲法和美國法律成立的法院。其中美國憲法只指明要成立最高法院，其餘法院由美國國會授權成立。
美国联邦法院是美國聯邦政府的一部份，可分為普通法院和專門法院。普通法院分為三级，从下到上分别是：
- 地方法院
- 上诉法院（除了美国联邦巡回区上诉法院擁有特定事項管轄權）
- 最高法院

專門法院有：
- 破產法庭
- 稅務法庭
- 國際貿易法庭
- 美國聯邦索賠法院
- 美国軍事上诉法院
- 美国联邦巡回区上诉法院
- 美国退伍军人权利上诉法院
- 美國外國情報監控法院
- 美國外國情報監控復審法院

附属机构有：
- 联邦司法中心
- 美国裁决委员会

## 延伸閱讀
- Federal Court Concepts, Georgia Tech
- Creating the Federal Judicial System （页面存档备份，存于）
- Debates on the Federal Judiciary: A Documentary History
- History of the Courts of the Federal Judiciary （页面存档备份，存于）
- CourtWEB, Online Federal Court Opinions Information System （页面存档备份，存于）

## 外部連結
- 官方网站